# مزرعه دانش (فارس)
مزرعه دانش یک منطقهٔ مسکونی در ایران است که در دهستان سرچهان واقع شده‌است.